# Conseslus Kipruto
Pour les articles homonymes, voir Kipruto.
Conseslus Kipruto (né le 8 décembre 1994) est un athlète kényan, spécialiste du steeple, champion olympique en 2016 à Rio et champion du monde en 2017 à Londres et en 2019 à Doha.

## Biographie

### Champion du monde cadet et junior
Vainqueur des championnats du monde cadets 2011, dans l'épreuve du 2 000 m steeple, il confirme son potentiel dès l'année suivante, lors des championnats du monde juniors de Barcelone, en s'adjugeant le titre du 3 000 m steeple en 8 min 6 s 10, et en disposant à l'arrivée d'une avance de plus de treize secondes sur son compatriote Gilbert Kirui, deuxième de l'épreuve. Il fait ses débuts sur le circuit international senior quelques jours plus tard à l'occasion du meeting Herculis de Monaco. Il y établit la meilleure performance mondiale de tous les temps pour un athlète âgé de moins de dix-huit ans, en 8 min 3 s 49, devançant notamment son compatriote Paul Kipsiele Koech.

### Vice-champion du monde en 2013 et 2015

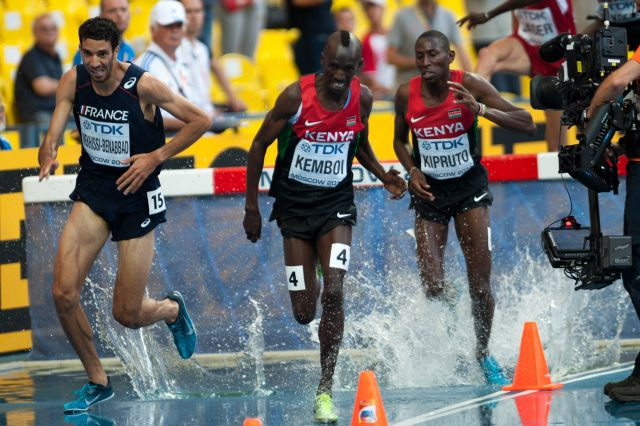
Conseslus Kipruto à la lutte avec Mahiedine Mekhissi-Benabbad et Ezekiel Kemboi lors des championnats du monde 2013, à Moscou.

Conseslus Kipruto participe aux championnats du monde de cross-country, en mars 2013 à Bydgoszcz en Pologne. Inscrit dans la catégorie junior, il se classe cinquième de l'épreuve individuelle, et deuxième de l'épreuve par équipe aux côtés de ses coéquipiers kényans. En mai 2013, lors du meeting Diamond League du Shanghai Golden Grand Prix disputé sous la pluie, il remporte l'épreuve du 3 000 m steeple en 8 min 1 s 16, améliorant de près de deux secondes son record personnel et signant provisoirement la meilleure performance mondiale de l'année. Il confirme son rang lors des deux meetings suivants en remportant la Prefontaine Classic d'Eugene (8 min 3 s 59) et les Bislett Games d'Oslo (8 min 4 s 48).
Début juillet, lors des sélections kenyanes en vue des championnats du monde 2013 de Moscou, Conseslus Kipruto l'emporte en 8 min 13 s 50 devant Abel Mutai et Brimin Kipruto, Ezekiel Kemboi ne prenant que la cinquième place de la course. Figurant parmi les favoris à la victoire finale aux mondiaux de Moscou, Kipruto s'incline finalement de 36/100e devant Ezekiel Kemboi, mais s'assure la médaille d'argent dans le temps de 8 min 6 s 37 en préservant son avance sur le Français Mahiedine Mekhissi-Benabbad . Troisième du DN Galan de Stockholm et du Weltklasse de Zurich fin août 2013, il parvient néanmoins à conserver la tête du classement général de la Ligue de diamant, et à remporter cette épreuve à 18 ans seulement, pour ce qui constitue sa deuxième année de compétition au plus haut niveau.
En août 2015, Conseslus Kipruto se classe deuxième des championnats du monde de Pékin, derrière encore une fois son compatriote Ezekiel Kemboi, remportant une deuxième médaille d'argent après 2013 à Moscou.

### Champion olympique (2016) et champion du monde (2017 et 2019)

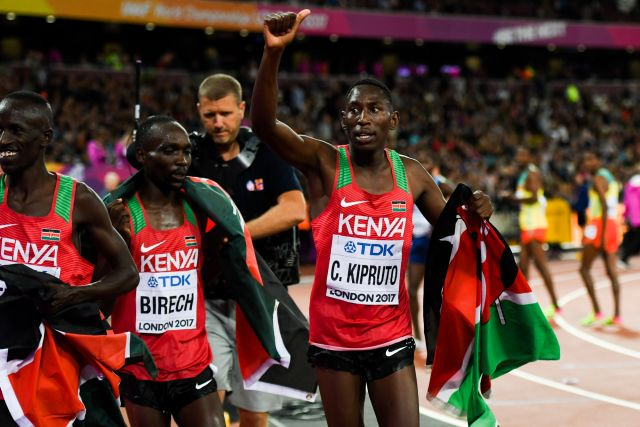
Kipruto après son titre de champion du monde, en 2017 à Londres

Il se rapproche de la barrière des huit minutes en juin 2016 en remportant le meeting de Birmingham en 8 min 0 s 12. En tant que grand favori, Conseslus Kipruto est sacré champion olympique le 17 août lors des Jeux olympiques de Rio en 8 min 03 s 28, record olympique. Le 9 septembre, il remporte la finale de la Ligue de diamant lors du Mémorial Van Damme de Bruxelles en 8 min 03 s 74, s'adjugeant ainsi son deuxième trophée après 2013. Il totalise six victoires en meeting Ligue de diamant (Doha, Rabat, Rome, Birmingham, Monaco et Bruxelles).
Vainqueur en 2017 du meeting de Rome, il participe aux championnats du monde 2017, à Londres. Il y décroche son premier titre mondial en s'imposant dans le temps de 8 min 14 s 12, devant le Marocain Soufiane El Bakkali et l'Américain Evan Jager. Il succède à son compatriote Ezekiel Kemboi, quadruple tenant du titre dans cette épreuve.
Lors du Weltklasse de Zurich 2018, il perd l'une de ses chaussures en début de course lors de la réception dans la rivière. Ne se laissant pas déconcentrer, il s'accroche à Soufiane El Bakkali et parvient à s'imposer dans le sprint final pour 4 centièmes.
En 2019, lors des championnats du monde de Doha, il remporte la médaille d'or sur le 3000 m steeple avec le temps de 8 min 01 s 35, au terme d'un sprint final incroyable avec l'Ethiopien Tesfaye Girma (2e en 8"01"36), sa 4e médaille mondiale d'affilée et son deuxième titre consécutif.
Il n'a pas couru de l'année 2020 hormis un 1500 m à Doha qu'il n'a pas terminé. Cette même année, Conseslus Kipruto est accusé en novembre de relations sexuelles avec une jeune fille mineure de 15 ans. Libéré sous caution, il risque au moins 20 ans de prison s'il est reconnu coupable par la justice kenyanne. En juin 2021, il abandonne après seulement deux tours de piste lors de la finale du 3 000 steeple des sélections olympiques kényanes, et échoue donc à se qualifier pour les Jeux Olympiques de Tokyo.
Il remporte la médaille de bronze du steeple lors des championnats du monde 2022, à Eugene, devancé par Soufiane el-Bakkali et Lamecha Girma.

## Palmarès

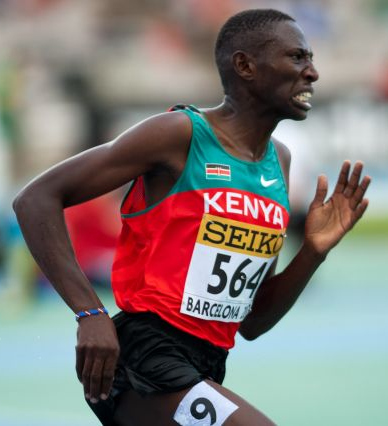
Conseslus Kipruto lors des championnats du monde juniors 2012

| Date | Compétition                   | Lieu             | Résultat | Épreuve     | Temps         |
| ---- | ----------------------------- | ---------------- | -------- | ----------- | ------------- |
| 2011 | Championnats du monde cadets  | Lille            | 1er      | 2 000 m st. | 5 min 28 s 65 |
| 2012 | Championnats du monde juniors | Barcelone        | 1er      | 3 000 m st. | 8 min 06 s 10 |
| 2013 | Championnats du monde         | Moscou           | 2e       | 3 000 m st. | 8 min 06 s 37 |
| 2013 | Ligue de diamant              | Ligue de diamant | 1er      | 3 000 m st. | détails       |
| 2014 | Ligue de diamant              | Ligue de diamant | 3e       | 3 000 m st. | détails       |
| 2015 | Championnats du monde         | Pékin            | 2e       | 3 000 m st. | 8 min 12 s 38 |
| 2016 | Jeux olympiques               | Rio de Janeiro   | 1er      | 3 000 m st. | 8 min 03 s 28 |
| 2016 | Ligue de diamant              | Ligue de diamant | 1er      | 3 000 m st. | détails       |
| 2017 | Championnats du monde         | Londres          | 1er      | 3 000 m st. | 8 min 14 s 12 |
| 2017 | Ligue de diamant              | Ligue de diamant | 1er      | 3 000 m st. | 8 min 04 s 73 |
| 2018 | Jeux du Commonwealth          | Gold Coast       | 1er      | 3 000 m st. | 8 min 10 s 08 |
| 2018 | Championnats d'Afrique        | Asaba            | 1er      | 3 000 m st. | 8 min 26 s 38 |
| 2018 | Ligue de diamant              | Ligue de diamant | 1er      | 3 000 m st. | 8 min 10 s 15 |
| 2018 | Coupe continentale            | Ostrava          | 1er      | 3 000 m st. | 8 min 22 s 55 |
| 2019 | Championnats du monde         | Doha             | 1er      | 3 000 m st. | 8 min 01 s 35 |
| 2022 | Championnats du monde         | Eugene           | 3e       | 3 000 m st. | 8 min 25 s 13 |

## Records
| Épreuve         | Performance   | Lieu       | Date        |
| --------------- | ------------- | ---------- | ----------- |
| 3 000 m steeple | 8 min 00 s 12 | Birmingham | 5 juin 2016 |